# Жимбер, Филипп
Филипп Жимбер (фр. Philippe Gimbert, родился 20 марта 1966 года в Фирмини) — французский регбист, выступавший на позиции столпа (пропа).

## Биография
Азы регби постигал в Лионе и Клермон-Ферране. Дебютировал выступлениями за клуб «Биарриц», но сделал свою карьеру в клубе «Бегль», где выступал в первой линии нападения с Венсаном Москато и Сержем Симоном, известной как «Гончие» и доминировавшей во французском регби в 1991 году. Играя за этот клуб, он и провёл свои единственные 4 матча за сборную Франции (в том числе два на Кубке пяти наций 1992 года), съездив на Кубок мира 1991 года в составе сборной (на Кубке, однако, не сыграл ни разу). Позже выступал за команды «Дакс» и «Стад Бордле», а также за «Стад Франсе» вместе со скрам-хавом Бернаром Лапортом, Москато и Симоном (выиграл в июне 1998 года титул чемпиона Франции). Карьеру завершил в Бордо.
В сезоне 2002/2003 Жимбер был тренером нападающих «Бегль-Бордо», однако ушёл из клуба после вылета в Про Д2, сопряжённого со сложным экономическим положением команды. Некоторое время занимался в детских регбийных школах коммуны Таланс, с 2016 года тренер клуба «Бассан д'Аркашон» (чемпионат Федераль 2). Владеет баром-рестораном в Бегле.
Сын Жюль — также регбист, скрам-хав «Бордо-Бегля» и сборной Франции до 20 лет.

## Достижения
- Чемпион Франции: 1990/1991[фр.][2], 1997/1998[фр.]